# Pluie numérique

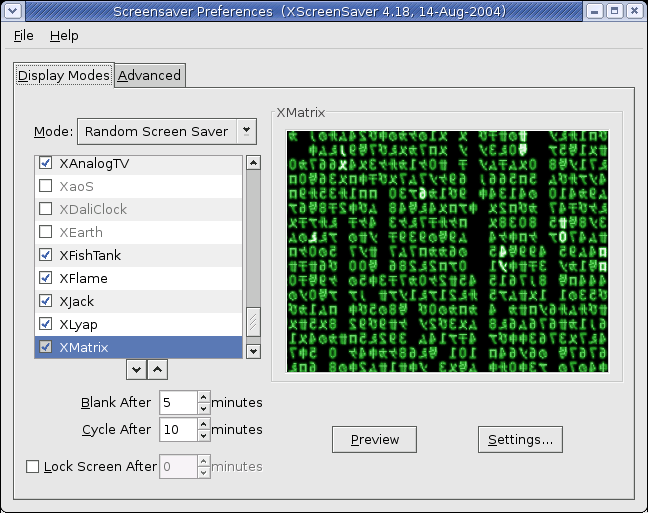
Un écran de veille utilisant l'effet de pluie numérique

La pluie numérique ou pluie verte est un code informatique imaginaire qui a été popularisé par le film Matrix sorti en 1999.
Ce code vert sur fond noir tombant de haut en bas à travers un écran représente l'activité de la simulation de réalité, également visible depuis l'extérieur de celle-ci par les personnages de manière cryptée, la matrice véhiculant trop de données pour que les décodeurs utilisées par les humains puissent l'afficher en clair.
Ce visuel est souvent utilisé comme écran de veille.

## Création
Simon Whiteley a créé ce design ainsi que la police de caractrère associée pour le film en utilisant des katakanas en miroir ainsi que des chiffres et des caractères de l'alphabet latin. Dans une interview donnée à CNET en 2017, Whiteley indique en anecdote: "J'aime dire à tout le monde que le code de Matrix vient d'une recette de sushi en japonais".